# Erich Thenius
Erich Thenius (* 26. Dezember 1924 in Abbazia, Italien; † 29. Dezember 2022 in Wien) war ein österreichischer Paläontologe.

## Leben
Erich Thenius verbrachte seine Jugend- und Studienjahre in Baden bei Wien und studierte an der Universität Wien Zoologie, Botanik, Paläontologie, Geologie und Anthropologie. Im Jahr 1943 wurde er wissenschaftliche Hilfskraft am Paläontologischen Institut der Universität Wien und promovierte 1946 zum Dr. Phil. 1951 habilitierte er sich mit der Habilitationsschrift Die jungtertiären Säugetierfaunen des Wiener Beckens.
In den folgenden Jahren hatte er verschiedene Angebote und Berufungen auswärtiger Universitäten, die er jedoch alle ablehnte, da er sich von den Wiener Sammlungen und Bibliotheken nicht trennen wollte. Er hatte Lehraufträge für Paläobotanik und Wirbeltierpaläontologie und wurde 1957 zum ao. Universitätsprofessor für Paläontologie und Paläobiologie an der Universität Wien. Im Jahr 1962 wurde er zum ao. Professor für Wirbeltierpaläontologie und Mitvorstand, 1965 zum Professor und Vorstand des Paläontologischen Institutes der Universität Wien ernannt. Sein Hauptaugenmerk galt der Erforschung der Fauna des Tertiärs und des Eiszeitalters. In über 300 ausschließlich deutschsprachigen Publikationen, davon 30 Büchern, beschäftigte er sich nicht nur mit der Evolution der Säugetiere, sondern auch mit den Fossilien und der Geologie Niederösterreichs.
Im Jahr 1961 wurde er korrespondierendes Mitglied der mathematisch-naturwissenschaftlichen Klasse der Österreichischen Akademie der Wissenschaften und 1979 Ehrenmitglied dieser Klasse. Von 1966 bis 1969 war er Präsident der Österreichischen Paläontologischen Gesellschaft. 1983 wurde er korrespondierendes Mitglied der Kroatischen Akademie der Wissenschaften in Zagreb. 1987 wurde er Mitglied der Deutschen Akademie der Naturforscher Leopoldina in Halle. 1992 wurde er Ehrenmitglied der Paläontologischen Gesellschaft. 1995 stiftete Thenius ein Stipendium für besonders hervorragende Doktorarbeiten österreichischer Paläontologen.

## Auszeichnungen
- 2000 Wissenschaftspreis des Landes Niederösterreich

## Veröffentlichungen
- 1952: Die Boviden des steirischen Tertiärs. Beiträge zur Kenntnis der Säugetierreste des steirischen Tertiärs VII. Sitzungsberichte der Akademie der Wissenschaften mathematisch-naturwissenschaftliche Klasse – 161: 409–439. zobodat.at [PDF]
- 1955: Die Geschichte des Lebens auf der Erde. Hippolyt-Verlag, Wien, St. Pölten, München: 96 S.
- 1955: Niederösterreich im Wandel der Zeiten – Grundzüge der Erd- und Lebensgeschichte von Niederösterreich. Monografien Geowissenschaften Gemischt – 0017: 124 S.
- 1960: Europas Säugetierwelt einst und jetzt. Universum, Natur & Technik, Wien, 15: 38–44.
- 1960: Mit Helmut Hofer: Stammesgeschichte der Säugetiere. Eine Übersicht über Tatsachen und Probleme der Evolution der Säugetiere. Springer, Berlin, Heidelberg. 322 S. Online-Ressource: ISBN 978-3-642-88235-7.
- 1962: Niederösterreich. Verhandlungen der Geologischen Bundesanstalt: Bundesländerserie. Wien. 124 S.
- 1963: Versteinerte Urkunden. Die Paläontologie als Wissenschaft vom Leben in der Vorzeit. Springer, Berlin, Göttingen, Heidelberg. 174 S.
- 1965: Lebende Fossilien. Zeugen vergangener Welten. Kosmos, Franckh’sche Verlagshandlung, Stuttgart: 88 S.
- 1969: Oldtimer der Tierwelt. Naturwissenschaft und Medizin, Mannheim, 6/29: 34–47.
- 1970: Paläontologie. Die Geschichte unserer Tier- und Pflanzenwelt. Kosmos, Franckh’sche Verlagshandlung, Stuttgart. 143 S. ISBN 978-3-440-03687-7.
- 1972: Grundzüge der Verbreitungsgeschichte der Säugetiere. Eine historische Tiergeographie. Fischer, Stuttgart. 345 S. ISBN 978-3-437-30122-3.
2. Auflage 1980: Grundzüge der Faunen- und Verbreitungsgeschichte der Säugetiere. Eine historische Tiergeographie. Fischer, Stuttgart. 375 S. ISBN 978-3-437-30312-8
- 1968–1972: Mitarbeit an Grzimeks Tierleben
- 1974: Eiszeiten, einst und jetzt. Ursachen und Wirkungen. Schriften des Vereins zur Verbreitung naturwissenschaftlicher Kenntnisse Wien – 114_115: 1–57. zobodat.at [PDF]
- 1977: Meere und Länder im Wechsel der Zeiten. Die Paläogeographie als Grundlage für die Biogeographie. Springer, Berlin, Heidelberg, New York. 200 S. ISBN 978-3-540-08208-8.
- 1979: Die Evolution der Säugetiere: Eine Übersicht über Ergebnisse und Probleme. Fischer, Stuttgart, New York. 294 S. ISBN 978-3-437-20202-5.
- 1980: Evolution des Lebens – und der Mensch. Die erdgeschichtliche Dokumentation. Vortrag. Schriften des Vereins zur Verbreitung naturwissenschaftlicher Kenntnisse Wien – 120: 79–139. zobodat.at [PDF]
- 1996: Mit Norbert Vávra: Fossilien im Volksglauben und im Alltag. Bedeutung und Verwendung vorzeitlicher Tier- und Pflanzenreste von der Steinzeit bis heute. Senckenberg-Buch – 71, Kramer, Frankfurt/Main. 179 S. ISBN 978-3-7829-1144-3.